# Tenacious (schip, 2000)

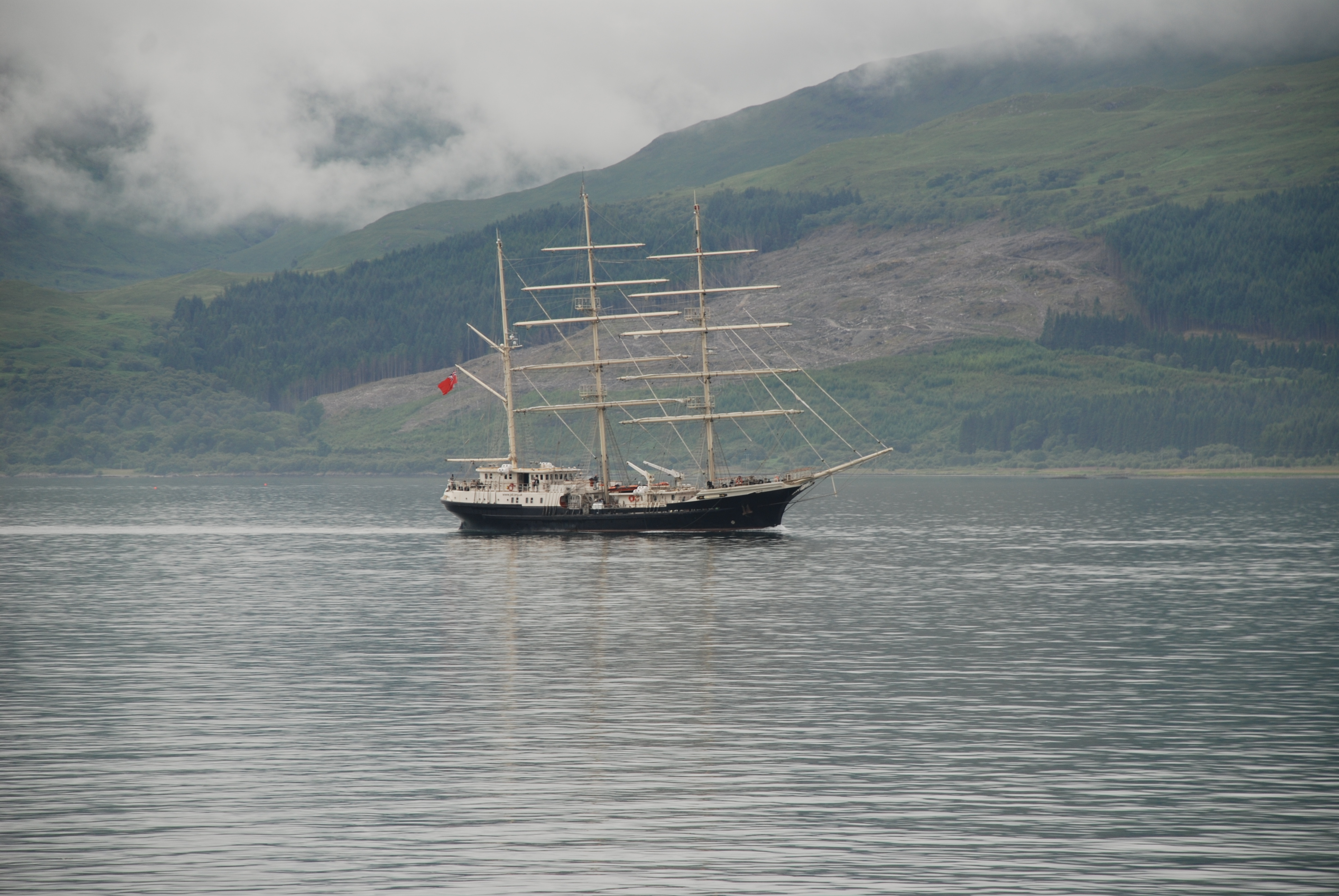
In de Sound of Mull

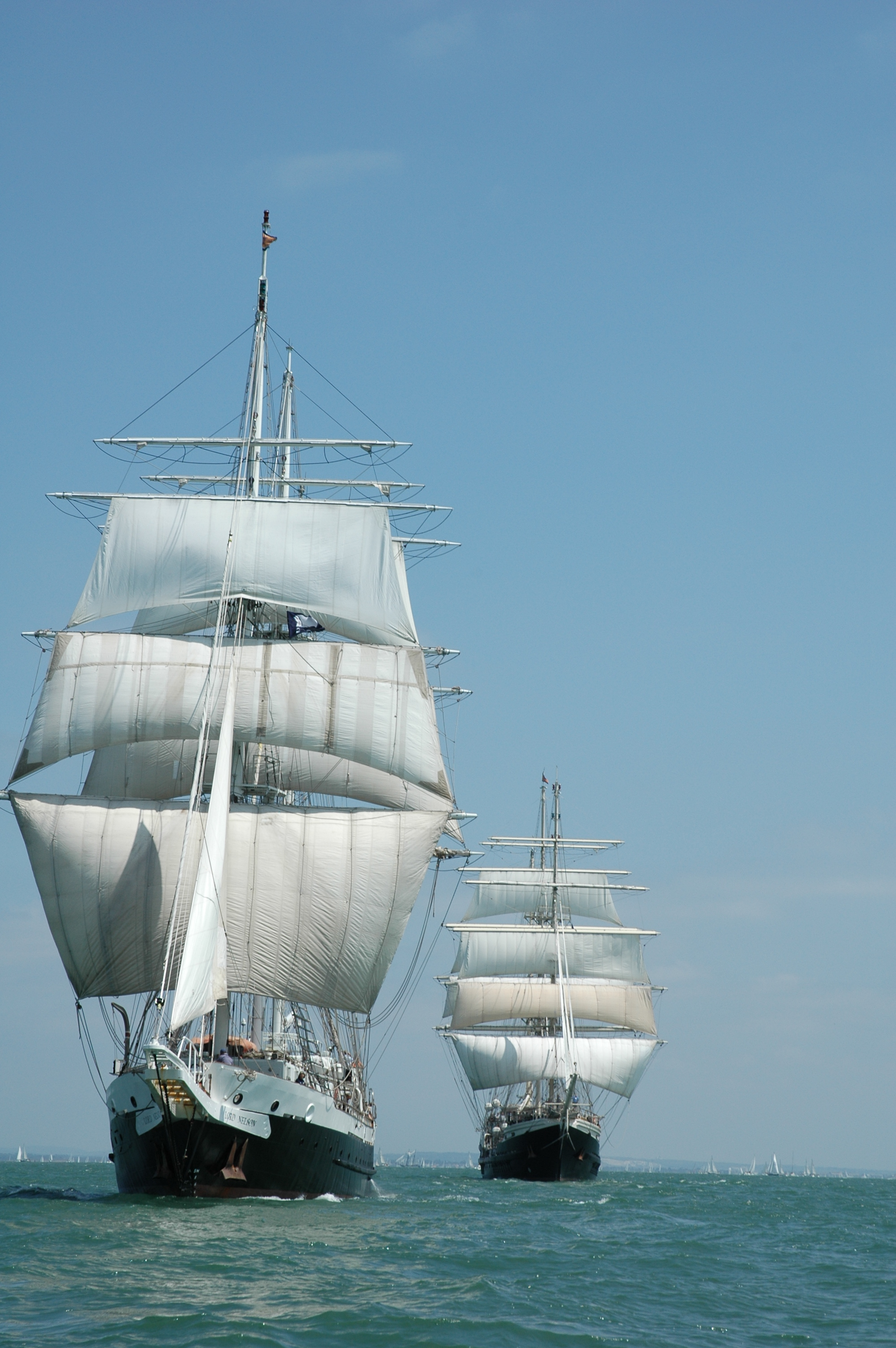
Voor de Lord Nelson daarachter de Tenacious

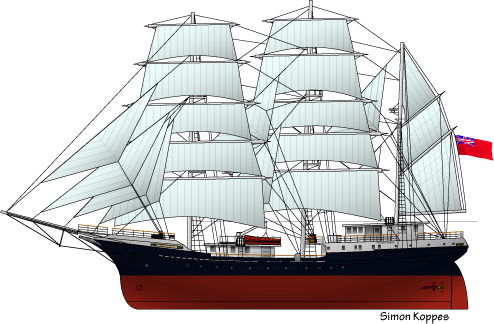
Lijntekening van de Tenacious

De Tenacious is een Britse houten bark met hulpmotor. Het is het grootste houten zeilschip dat nog vaart. Het schip is speciaal ontworpen voor mensen met een beperking.
De gangboorden zijn breed genoeg voor rolstoelen, terwijl liften en takels verplaatsing in verticale richting mogelijk maken. De marsen en brammen zijn zodanig aangepast dat ze toegankelijk zijn voor opvarenden in een rolstoel. De Tenacious kan reizen verzorgen voor mensen met verschillende lichamelijke mogelijkheden.
In de vroege jaren negentig werd naast de Lord Nelson een nieuw schip noodzakelijk door de steeds toenemende vraag naar reizen. Toen in 1995 de Britse Nationale Loterij besloot 65% van de berekende kosten voor haar rekening te nemen, werd met enige aanvullende fondsenwerving de bouw van het schip mogelijk.
De Tenacious is het eerste houten Britse tallship sinds de 19e eeuw. De romp is gemaakt van lagen Siberische Lariks, epoxy en glasvezel, waardoor de romp nagenoeg onderhoudsvrij is. Het schip werd gebouwd op de Jubileewerf en in februari 2000, afgebouwd maar nog zonder masten, verplaatst naar Vosper Thornycroft om daar van masten te worden voorzien. Het schip werd op 6 april 2000 gedoopt door prins Andrew.

## Technische gegevens
- tonnage: 675 bruto
- waterverplaatsing: 714 ton
- lengte: 65 m over alles
- breedte: 10,7 m
- diepgang: 4,6 m
- masthoogte boven water: 38,7 m
- zeiloppervlak: 1.217 m²
- MMSI: 235000230
- IMO: 1005679
- Call sign: ZQHM2